# Nilobezzia claripennis
Nilobezzia claripennis är en tvåvingeart som först beskrevs av Jean-Jacques Kieffer 1916.  Nilobezzia claripennis ingår i släktet Nilobezzia och familjen svidknott.
Artens utbredningsområde är Taiwan. Inga underarter finns listade i Catalogue of Life.